# Гюбнер, Эмиль
Эмиль Гюбнер (нем. Emil Hübner; 1834—1901) — немецкий филолог-классик и эпиграфист.

## Биография
Родился 7 июля 1834 года в Дюссельдорфе — сын художника Юлиуса Гюбнера и его жены Полины, урожденной Бендеманн (сестры художника Эдуарда Бендеман); брат Ганса Гюбнера.
Среднее образование получил в Дрездене; с 1851 года учился в Берлине и Бонне, где в 1854 году получил степень доктора философии, защитив диссертацию на тему «Quaestiones onomatologicae Latinae». Получил хабилитацию в 1859 году в Берлине, написав «De senatus populique Romani actis».
Совершил ряд эпиграфических исследовательских поездок в Италию, Испанию и Португалию.
В 1863 году стал адъюнкт-профессором, в 1870 году — профессором классической филологии Берлинского университета.
Был одним из активных сотрудников Теодора Моммзена при составлении Corpus Inscriptionum Latinarum. Редактировал журнал «Hermes», который покинул в 1881 году после спора с Моммзеном и Ульрихом фон Виламовиц-Мёллендорфом. Написал ряд статей для энциклопедии Паули-Виссова.
Умер 21 февраля 1901 года в Шарлоттенбурге, рядом с Берлином.
Был женат на дочери Иоганна Густава Дройзена, Мария (1839–1896). Их сын — Ульрих (1872—1932), художник-импрессионист.